# Philautus vermiculatus
Philautus vermiculatus és una espècie de granota que es troba a Malàisia i Tailàndia.
Està amenaçada d'extinció per la pèrdua del seu hàbitat natural.